# H.C. Andersen 2005 Fonden
H.C. Andersen 2005 Fonden havde til opgave at arrangere festlighederne i anledning af H.C. Andersens 200-årsdag i 2005. Formand for fondens bestyrelse var Odenses daværende borgmester, socialdemokrat Anker Boye.
I anledning af H.C. Andersens 200 årsdag afholdtes et stort show 2. april 2005 i Parken, der kom til at koste 59 mio. kr. H.C. Andersen 2005 Fonden var ansvarlig for showet. Koncerten gav et underskud på 13 mio. kr., og bookingen af Tina Turner med et honorar på 6 mio. kr. plus rejsen til Danmark i et privat jetfly medførte omfattende kritik af H.C. Andersen 2005 Fonden og Anker Boye.
Underskuddet på de 13 millioner viste sig efterfølgende at være underdrevet. Ifølge Berlingske Tidende var fonden tvunget til at indfri en underskudsgaranti på 12 millioner kroner, som den havde afsat, hvis noget skulle gå galt. Det samlede underskud beløber sig dermed op på på ca. 25 mio. kr. og betød, at der måtte spares omfattende på de resterende projekter resten af året. Eksempelvis måtte der spares meget på afslutningsshowet. Afslutningsshowet blev således ikke vist på DR1 – som det ellers var planlagt – pga. en kraftig reduktion i kvaliteten forårsaget af de omfattende besparelser.
Det var forud for showet planlagt, at overskuddet fra showet skulle gå til bekæmpelse af analfabetisme i Den Tredje Verden, men HCA-abc Fonden, der var oprettet til netop det formål, kom meget tæt på at gå konkurs pga. showet.
Daværende kulturminister Brian Mikkelsen bad bestyrelsen for H.C. Andersen 2005 Fonden om en redegørelse og udtalte efterfølgende: "På baggrund af forløbet forud for åbningsshowet i Parken og de problemer, fonden helt åbenlyst har haft med at styre et så stort projekt, er jeg glad for, at det tydeligt fremgår af redegørelsen, at fonden ikke er produktionsansvarlig for andre projekter i 2005."